# Srdce v zimě
Srdce v zimě (v originále Un cœur en hiver) je francouzský hraný film z roku 1992, který režíroval Claude Sautet. Snímek měl světovou premiéru na filmovém festivalu v Benátkách.

## Děj
Maxime a Stéphane jsou přátelé a pracují spolu v houslařské dílně. Maxime je obchodník s houslemi. Houslař Stéphane je už v důchodu, ke svému okolí nedůtklivý. Maxime se zamiluje do mladé houslistky Camille Kessler. Mezi třemi postavami vzniká složitý vztah. Stéphanův zdrženlivý postoj Camille dráždí a tak intrikuje. Pasivně, téměř proti své vůli, vstupuje Stéphane do neklidné hry svádění, do manipulativního chování, jehož strůjcem si sám sebe představuje, ale nad kterým ztrácí kontrolu, když ho Camille konfrontuje s důkazy pocitu, o kterém si myslel, že ho dokáže udržet na uzdě.

## Obsazení
| Daniel Auteuil             | Stéphane        |
| Emmanuelle Béart           | Camille Kessler |
| André Dussollier           | Maxime          |
| Élizabeth Bourgine         | Hélène          |
| Brigitte Catillon          | Régine          |
| Myriam Boyer               | madame Amet     |
| Jean-Claude Bouillaud      | majitel pivnice |
| Stanislas Carré de Malberg | Brice           |
| Dominique de Williencourt  | Christophe      |
| Maurice Garrel             | Lachaume        |
| Xavier Rothmann            | Vincent         |
| Jean-Luc Bideau            | Ostende         |

## Ocenění
- Filmový festival v Benátkách: Stříbrný lev za nejlepší režii (Claude Sautet), Cena FIPRESCI
- César: nejlepší režie (Claude Sautet), nejlepší herec ve vedlejší roli (André Dussollier); nominace v kategoriích nejlepší film, nejlepšího herec (Daniel Auteuil), nejlepší herečka (Emmanuelle Béart), nejlepší herečka ve vedlejší roli (Brigitte Catillon), nejlepší původní scénář nebo adaptace (Jacques Fieschi a Claude Sautet), nejlepší kamera (Yves Angelo), nejlepší zvuk (Pierre Lenoir a Jean-Paul Loublier)